# Sinusoid (Blutgefäß)

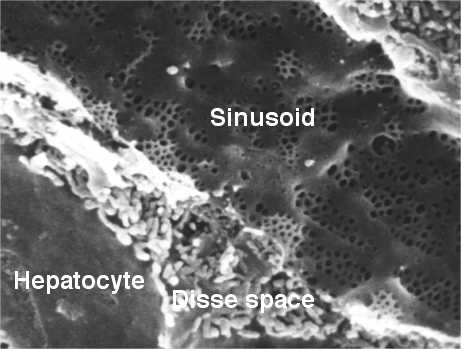
Rasterelektronenmikroskopische Aufnahme eines Ratten-Lebersinusoids. Der Durchmesser der Fenestrae ist ca. 100 nm, der der Sinusoide ca. 5 µm.

Ein Sinusoid ist ein kleines Blutgefäß, das einer erweiterten Kapillare mit durchschnittlich 10–30 µm Durchmesser entspricht und wegen seines diskontinuierlichen Endothels für alle Plasmabestandteile völlig permeabel ist. Sinusoide werden aus diesem Grund häufig auch als diskontinuierliche Kapillaren bezeichnet. Sinusoide kommen beispielsweise in der Leber als sogenannte Lebersinusoide, in der Milz oder im Knochenmark vor.

## Aufbau
Während Blutgefäße normalerweise ein durchgängiges Endothel mit durchgängiger Basallamina aufweisen, zeichnen sich Sinusoide durch eine fehlende oder lückenhafte Basallamina aus. Im Endothel der Sinusoide von Leber und Knochenmark bestehen transzelluläre Poren, die in der Leber ungefähr 0,1 µm Durchmesser haben und im Knochenmark bis zu 3 µm erreichen. In der Milz gibt es dagegen Schlitze zwischen den längs orientierten Endothelzellen; die Basalmembran fehlt bis auf kurze Abschnitte, die als Teil der Ringfasern den Kontakt zu den Pulpasträngen herstellen.

## Funktion
Der Aufbau ermöglicht den Austausch auch von größeren Molekülen und teilweise Zellen zwischen Gewebe und Blut, beispielsweise den Übertritt von in der Leber synthetisierten Plasmaproteinen oder in der Milz den Wiedereintritt von Erythrozyten aus der offenen Zirkulation.